# 豊瀬禎一
豊瀬 禎一（とよせ ていいち、1917年（大正6年）4月13日 - 2007年（平成19年）2月9日）は、昭和期の教育者、労働運動家、政治家。参議院議員（1期）。筆名は冬欅。

## 経歴
福岡県筑紫郡席田村下月隈（現福岡市博多区下月隈）で生まれる。1937年（昭和12年）福岡師範学校本科第二部を卒業。その後、九州大学教育学部を修了した。
1937年、福岡市吉塚小学校教諭に就任。以後、東住吉国民学校、東光国民学校、馬出国民学校で勤務。戦後、福岡市立東光中学校教諭に就任した。また労働運動に加わり、福岡県教職員組合連合会長（1948-1949）、福岡県中学校教職員組合委員長（1949-1951）、第2代福岡県教職員組合委員長（1951-1953）を歴任した。また、福岡県総評副議長（1951-1953）、同事務局長（1955-1957）を務めた。その他、福岡県教育会長、日本教育会副会長、日本教職員組合九州地区協議会長、社会主義協会九州支局幹事などを務め、福岡市教育研究員として『福岡市学校教育八十年誌』の編纂に携わった。
1953年（昭和28年）4月の第3回参議院議員通常選挙で全国区から左派社会党公認で出馬して落選。
1959年（昭和34年）6月の第5回通常選挙で全国区に日本社会党公認で出馬して当選し、参議院議員に1期在任した。この間、社会党文教部会長、同国会対策委員、参議院文教委員会理事などを務めた。1965年（昭和40年）7月の第7回通常選挙に立候補したが落選した。
その後、1967年（昭和42年）から1975年（昭和50年）まで社会党福岡県本部書記長、同委員長に在任した。1989年（平成元年）春の叙勲で勲三等旭日中綬章受章。

## 著作
自叙伝
- 豊瀬冬欅『冬の欅』冬の欅出版実行委員会、1980年。